# Megadeth
Megadeth — американская трэш-метал-группа из города Лос-Анджелес, штат Калифорния, сформированная в 1983 году. Коллектив основан гитаристом и вокалистом Дэйвом Мастейном и бас-гитаристом Дэвидом Эллефсоном после того, как Мастейн был уволен из группы Metallica. С тех пор Megadeth выпустили 16 студийных альбомов.
В 2002 году Megadeth распалась после того, как Мастейн тяжело повредил лучевой нерв, но уже в 2004 году, после прохождения физиотерапии, он восстановил группу. В том же году Megadeth выпустили альбом The System Has Failed, который стартовал на 18-м месте в хит-параде популярных альбомов журнала Billboard.
Группа является одним из самых коммерчески успешных трэш-метал-коллективов, продав более 50 млн альбомов по всему миру, включая номинированный на «Грэмми» мульти-платиновый альбом Countdown to Extinction. В одних только Соединённых Штатах Megadeth получили семь платиновых, пять золотых альбомов и двенадцать номинаций на премию «Грэмми», как лучший исполнитель музыки в жанре хеви-метал. В 2017 году Megadeth были удостоены премии «Грэмми» в номинации «Лучшее метал-исполнение» за композицию «Dystopia».
За сорок лет деятельности группы в ней официально участвовало более двадцати музыкантов, и лишь Дэйв Мастейн остаётся лидером группы ещё с первого состава и основным автором песен. Megadeth вместе с Metallica, Anthrax и Slayer называют «большой четвёркой» трэш-метала. 14 августа 2025 года Мастейн объявил, что предстоящий семнадцатый студийный альбом группы и тур 2026 года станут их последними.

## История

### Ранние годы (1983—1984)
11 апреля 1983 года Дэйв Мастейн был уволен из Metallica незадолго до записи дебютного альбома Kill 'Em All из-за злоупотребления алкоголем и личных конфликтов с Джеймсом Хэтфилдом и Ларсом Ульрихом. Будучи ведущим гитаристом Metallica с 1981 года, Мастейн написал несколько ранних песен группы и помог превратить группу в плотный концертный коллектив. После этого Мастейн поклялся отомстить, создав группу, которая будет быстрее и тяжелее Metallica. Во время поездки на автобусе обратно в Лос-Анджелес Мастейн нашел брошюру сенатора от Калифорнии Алана Крэнстона, которая гласила: «От арсенала megadeath не избавиться, к чему бы ни пришли мирные договоры». Термин «Megadeath» привлёк внимание Мастейна, и он написал песню с немного изменённым написанием на Megadeth, что, по словам Мастейна, олицетворяло уничтожение силы.
После возвращения в Лос-Анджелес Мастейн начал поиск новых участников для своей группы. Он создал группу Fallen Angels, и после многочисленных перестановок в составе группы её название было изменено на Megadeth. Как основатель группы, он добавил в группу своих новых соседей Дэвида Эллефсона и Грега Хандевидта, который переехал из Миннесоты в Лос-Анджелес и играл на бас-гитаре и гитаре.
Хотя Хандевидт продержался всего несколько месяцев, Мастейн и Эллефсон образовали тесную музыкальную связь. Несмотря на свой энтузиазм, Мастейн испытывал трудности с поиском других участников для пополнения состава. Они с Эллефсоном прослушали около 15 барабанщиков, надеясь найти того, кто понимал бы изменения метра в музыке. После непродолжительной игры с Диджоном Каррутерсом они выбрали Ли Рауша. После шести месяцев попыток найти вокалиста, Мастейн решил сам исполнять вокальные партии. Среди певцов, временно присоединившихся к группе, были Билли Бондс и Джон Сайрис, который после увольнения из Megadeth основал группу Agent Steel.
В 1984 году Megadeth записали демо-запись из трех песен с участием Мастейна, Эллефсона и Рауша. Демозапись, Last Rites, была выпущена 9 марта 1984 года. На ней были записаны ранние версии песен «Last Rites/Loved to Death», «The Skull Beneath the Skin» и «Mechanix», которые вошли в дебютный альбом группы. Группа не смогла найти подходящего второго гитариста. Керри Кинг из Slayer заменил его на ритм-гитаре на нескольких концертах в Сан-Франциско весной 1984 года. После этого Кинг вернулся в Slayer, а Megadeth заменили Рауша на джаз-фьюжн барабанщика Гара Самуэльсона; официально он присоединился к Megadeth 24 октября 1984 года. До этого Самуэльсон играл в джазовой группе The New Yorkers вместе с гитаристом Крисом Поландом. После того, как Самуэльсон выступил с Megadeth в составе трио, Поланд зашел за кулисы и предложил ему пройти импровизированное прослушивание в качестве ведущего гитариста группы; он присоединился к Megadeth в декабре 1984 года.
После рассмотрения нескольких лейблов, Мастейн подписал контракт с Combat Records, нью-йоркским независимым лейблом, который предложил Megadeth самый большой бюджет на запись и гастроли.

### Killing Is My Business… And Business Is Good!(1985—1986)
В начале 1985 года группа получила $8,000 от Combat Records для записи и выпуска своего дебютного альбома. Однако после того, как они потратили половину от этой суммы на наркотики и алкоголь, музыканты были вынуждены уволить своего продюсера и самостоятельно заниматься выпуском альбома. Несмотря на это альбом Killing Is My Business… and Business Is Good!, выпущенный в мае 1985 года, был хорошо принят музыкальными критиками. Музыкальная составляющая пластинки представляла собой смесь трэш-метала, спид-метала и панк-рока.
В альбоме был представлен первый из многочисленных каверов, исполненных Megadeth — версия классической песни Нэнси Синатры «These Boots Are Made For Walking» в стиле спид-метал и со словами, несколько изменёнными Мастейном. Позже вокруг этой композиции разгорелись споры, когда автор оригинала, Ли Хезлвуд, назвал сделанные Мастейном изменения «отвратительными и оскорбительными» и потребовал, чтобы композицию убрали из альбома. Под угрозой судебного преследования с 1995 года альбом издавался без этой песни, однако в 2002 году альбом был переиздан с данным кавером, но все изменённые слова были заменены на звук «бип». А в 2018 году когда вышла вновь ремикшированная версия, туда был включён этот кавер, но с оригинальным текстом.
Летом 1985 года группа впервые отправилась в концертный тур по Соединённым Штатам и Канаде в поддержку Killing Is My Business… вместе с группой Exciter. Во время тура новый гитарист Крис Поланд неожиданно покинул Megadeth и был в срочном порядке заменён до конца тура Майком Альбертом. Поланд вернулся в группу в октябре 1985, незадолго до начала работы над вторым альбомом.

### Peace Sells… but Who’s Buying?(1986—1987)
Второй альбом Megadeth, законченный в марте 1986, снова получил от Combat Records весьма скромный бюджет. К тому же группа была неудовлетворена результатом микширования записи. В итоге, из-за недовольства постоянными финансовыми проблемами маленького независимого лейбла, Megadeth подписали контракт с крупной компанией Capitol Records, которая купила права на новый альбом. Лейбл нанял продюсера Пола Лени для повторного микширования альбома, и в сентябре 1986 Capitol Records выпустили Peace Sells… but Who’s Buying? Это был несомненный коммерческий успех для Megadeth: в одной только Америке было продано более миллиона копий.
Журнал All Music Guide назвал Peace Sells… «одним из самых влиятельных трэш-металлических альбомов десятилетия». На заглавный трек «Peace Sells» сняли клип, который регулярно транслировался на MTV в передаче «Headbangers Ball». Композиция заняла 11 место в хит-параде «40 Greatest Metal Songs» на VH1. Мелодия этой песни в течение многих лет использовалась как музыкальная заставка перед новостями на MTV. В альбоме Peace Sells… But Who’s Buying? проявил свои способности и художник Эд Репка (известный по работе со многими метал-группами, в том числе Death и Toxic Holocaust). Он не только переделал старый логотип-талисман группы (Vic Rattlehead), но и оформил несколько следующих альбомов.
В феврале 1987 года Megadeth выступают в разогреве у Элиса Купера во время тура «Constrictor», который следовал за кратким туром в поддержку Mercyful Fate в США. Тогда же Купер заметил, что Megadeth пристрастились к тяжёлым наркотикам и алкоголю, и по-дружески помог им контролировать своих «демонов». С тех пор они сблизились, и Мастейн даже считает Купера своим крёстным отцом. Позже Megadeth делают кавер на песню «No More Mr. Nice Guy» для саундтрека к фильму «Shocker». В марте этого же года в Великобритании группа начинает в качестве хедлайнеров своё первое мировое турне в компании таких групп, как Overkill и Necros.
После заключительного тура на Гавайях, в июле 1987, из-за проблем с наркотиками Гар Самуэльсон и Крис Поланд были уволены из группы. Мастейн утверждал, что Самуэльсона невозможно контролировать, когда он пьян. Для его замены на всякий случай даже пригласили барабанщика Чака Белера, так как были опасения, что во время последних туров Самуэльсон будет просто не в состоянии выйти на сцену. Поланд же, по словам Мастейна, продавал оборудование группы, чтобы удовлетворять свои всё увеличивающиеся потребности в наркотиках. Об этом была сочинена песня «Liar». Сначала Поланд был заменён Джеем Рейнолдсом из Malice, но его группа как раз работала над записью своего альбома. Тогда Рейнолдса заменили на его преподавателя гитары Джеффа Янга, который на шесть недель присоединился к записи третьего альбома Megadeth вместе с Sersh.

### So Far, So Good… So What!(1987—1989)
С крупным бюджетом записывающего лейбла и продюсером Полом Лэни за пультом, Megadeth провели пять месяцев за записью своего третьего альбома So Far, So Good… So What! В начале процесса возникли трудности, частично связанные с непрекращающейся борьбой Мастейна с наркотической зависимостью. Позже он говорил: «Результат был ужасен, в основном из-за наркотиков и приоритетов, которые у нас были или которых у нас вовремя не оказалось». Также происходили стычки Мастейна с Лэни, начавшиеся с того, что последний настаивал на записи барабанов отдельно от тарелок (неслыханное для рок-ударников). В процессе микширования Мастейн и Лэни поссорились, и Лэни был сменён продюсером Майклом Вагенером, который перемикшировал альбом.
В январе 1988 года Megadeth выпустили So Far, So Good… So What!, который, пока не стал платиновым в США, подвергался атакам критиков, утверждавших, что «альбому не хватает концептуальной и единой изюминки» и что он «нацелен на угрожающее звучание, но большей частью походит на натянутый и в какой-то степени незрелый». So Far, So Good… So What! содержал сингл «In My Darkest Hour». Музыка, написанная Дэйвом Мастэйном в качестве трибьюта погибшему басисту группы Metallica Клиффу Бертону. Песня приветствуется фанатами и исполняется с тех пор почти в каждом концерте. So Far, So Good… So What! также включал кавер на песню Sex Pistols «Anarchy In The U.K.» с изменёнными Мастейном словами (позже он признался, что плохо расслышал их).
В июне 1988 Megadeth появляются в документальном фильме Пенелопы Сферис The Decline of Western Civilization II: The Metal Years, который в хронологическом порядке описывал лос-анджелесскую метал-сцену поздних 80-х, основное внимание сосредотачивая на глэм-метале. На «In My Darkest Hour» Пенелопой Сферис был снят клип (к её работам также принадлежат клипы «Wake Up Dead» и «Anarchy In The UK»), который показывается в конце фильма. В 1991 году в Rusted Pieces Мастейн вспоминал о фильме как о разочаровании, которое сравняло Megadeth со «стадом дерьмовых групп».
Megadeth начали мировой тур в поддержку So Far, So Good… So What!, выступая на разогреве у Dio в Европе в феврале 1988 года, а позже присоединились к туру Iron Maiden в поддержку их Seventh Son of a Seventh Son в США. В свете нарастающих проблем с ударником Чаком Бёлером, Мастейн попросил барабанщика Ника Менцу работать барабанным техником. Как и предыдущий техник Гэр Сэмюэлсон, Менза должен был быть готов сесть за установку в случае, если Бёлер не сможет продолжать тур.
В августе 1988 Megadeth выступили на фестивале Monsters of Rock в замке Доннингтон в Британии, наряду с Kiss, Iron Maiden, Helloween, Guns N’ Roses и Девидом Ли Рот перед аудиторией более 300,000 человек. Вскоре группа присоединилась к европейскому туру «Monsters of Rock», но выпала после первого же концерта. Через некоторое время Дэйв Мастэйн уволил Чака Бёлера и Джеффа Янга и вычеркнул их из запланированного Австралийского тура. Позже он вспоминал: «В дороге маленькие перепалки вырастают в полномасштабные войны, я думаю, многие из нас были непоследовательны из-за парня, которого мы ждали после концерта».
Будучи неспособным найти вовремя подходящего соло-гитариста, Мастейн записал кавер на «No More Mr. Nice Guy» Элиса Купера в трио (всё ещё не найдя барабанщика, Мастейн попросил Менцу записать партии для этой песни). Песня появилась в саундтреке к фильму ужасов «Электрошок» Уесли Крэйвена. В начале 1989 года Менца официально вошёл в состав группы. Когда группа прослушивала новых кандидатов на место соло-гитариста летом того же года, Мастейн был арестован за вождение в состоянии наркотического опьянения и хранение наркотиков, когда он врезался в припаркованное транспортное средство, занятое полицейским, находящимся не при исполнении служебных обязанностей. Суд постановил начать в скором времени принудительную реабилитацию, и Дэйв впервые за десять лет рассудил на трезвую голову.

### Rust In Peace(1990—1991)
После этого Мастейн дал объявление о наборе в группу нового гитариста. Мастейн хотел взять в группу настоящего гитариста-виртуоза и профессионала, с которым можно было бы легко работать и в плане исполнения, и в плане сочинения песен. Из предыдущих гитаристов Дейва вполне устраивали стиль работы Криса Поланда и техника Джеффа Янга, но ни один из них не устраивал его как личность. Поэтому приглашения были разосланы «Даймонду» Дарреллу Эбботту из Pantera, Джеффу Уотерсу из Annihilator и нескольким другим. Джефф Уотерс отказал сразу, дела у его группы Annihilator шли и так неплохо, а Даймонд Даррелл пришёл на прослушивание, но не захотел присоединяться, если группа не примет так же его брата, ударника Винни Эбботта. Так как у Megadeth уже был нанят ударник Ник Менца, Дарреллу пришлось отказать. Также среди прослушиваемых были Ли Элтус из Heathen и Эрик Мейер из Dark Angel.
В 1987 году на прослушивание пришёл шестнадцатилетний Джефф Лумис (из группы Sanctuary, позже присоединился к Nevermore). После Мастейн похвалил его за хороший навык игры, но отказал, так как Лумис был слишком молод. Позже он попал на концерт группы Cacophony, в которой играли Марти Фридман и Джейсон Беккер, и рассказал Фридману (который в тот момент выпустил свой первый сольный альбом Dragon’s Kiss) об этом случае. Фридман пришёл на прослушивание. В феврале 1990 он официально присоединился к Megadeth.
В обновлённом составе группа с сопродюсером Майком Клинком отправилась в Rumbo Studios в марте 1990, чтобы начать работу над будущим альбомом Rust in Peace. Впервые за свою карьеру, группа работала в студии на трезвую голову, тем самым избежав многих проблем, с которыми столкнулись во время записи предыдущих альбомов. Клинк также был первым продюсером, удачно спродюсировавшим альбом Megadeth от начала до конца, не будучи уволенным.
Альбом Rust in Peace был выпущен 24 сентября 1990 года. Глубокое мелодичное содержание и впечатляющее техническое исполнение альбома принесли Megadeth номинацию на «Грэмми» в категории «Лучший рок-альбом», но награду получила Metallica за сингл «Stone Cold Crazy». Альбом был продан в США в количестве 1 миллиона 810 тысяч копий, за что получил платиновый статус, попал на 23-ю позицию американского чарта Billboard 200 и на 8 позицию британских чартов.
После выхода альбома Megadeth отправились в мировое турне, во время которого они посетили Южную и Северную Америку, Европу и Азию и приняли участие на двух крупнейших рок-фестивалях — Monsters of Rock в Рио-де-Жанейро и Clash of the Titans в Лондоне, где играли с такими монстрами рока, как Judas Priest, Slayer, Sepultura, Guns N’ Roses, Faith No More и Suicidal Tendencies.

### Countdown to Extinction(1992—1993)
14 июля 1992 года вышел Countdown to Extinction, который стал самым коммерчески успешным альбомом в истории Megadeth. Группа изменила стиль звучания, уйдя в сторону традиционного хэви-метала (подобный шаг предприняла Metallica с их альбомом Metallica в 1991 году — этот их альбом также был куда более коммерческим, чем предыдущие). Синглы «Symphony of Destruction», «Sweating Bullets», «Skin o' My Teeth» и «Foreclosure of a Dream» стали хитами и самыми узнаваемыми песнями группы.
Альбом получился настолько успешным, что дебютировал на 2 месте американских чартов Billboard и на 5 месте английских чартов. Альбом номинировался на «Грэмми» в 1993 году в номинации «Лучшее метал исполнение» («Best Metal Performance»), получил двойную платину по итогам продаж в США, тройную платину в Канаде и золото в Австралии и Аргентине, являясь, таким образом, самым продаваемым альбомом группы. Название альбому придумал Ник Менца, барабанщик группы.
В ноябре 1992 года Megadeth выпустили свой второй видеоальбом Exposure of a Dream, а в декабре организовали мировое турне в поддержку Countdown to Extinction с группами Pantera и Suicidal Tendencies, за которым последовало турне по Северной Америке со Stone Temple Pilots в январе 1993 года. Через месяц, однако, концерты пришлось отменить из-за проблем с наркотиками у Дэйва Мастейна. После шестинедельной реабилитации Мастейн тут же вернулся в Megadeth, и группа записала песню «Angry Again» для саундтрека к фильму Последний киногерой. В июне этого же года группа приняла участие в фестивале Milton Keynes Bowl вместе с Metallica. Это был первый раз за десять лет, когда Дэйв Мастейн играл на одной сцене со своими бывшими «одногруппниками». Сам Мастейн прокомментировал это так: «Десять лет ребячества между Metallica и Megadeth кончились!», — положив этим конец вражде двух групп. В июле Megadeth также пригласили для участия в туре «Get A Grip US» легендарной рок-группы Aerosmith, но были сняты с программы уже через семь дней из-за комментариев Мастейна по поводу «преклонного возраста» Aerosmith.
В октябре-ноябре 1993 года Megadeth записали песню «99 Ways to Die», которая в 1995 году номинировалась на «Грэмми».

### Youthanasia(1994—1995)
В начале 1994 года Megadeth воссоединились с сопродюсером Максом Норманом для начала работы над следующим альбомом. С тремя членами группы, в настоящее время проживающими в штате Аризона, начальная работа началась в Phase Four Studios в Финиксе. Через несколько дней подготовки производства проблемы с оборудованием Phase Four вынудили группу искать альтернативную студию. Мастейн настаивал на записи в Аризоне, однако подходящее место для записи не было найдено. По просьбе сопродюсера Нормана, группа решила построить свою собственную студию звукозаписи внутри арендованного склада в Финиксе, штат Аризона, которая позже получила название «Fat Planet in Hangar 18». Пока студия строилась, большая часть написания песен и аранжировок имели место в Vintage Recorders в Финиксе.
Youthanasia вышла 1 ноября 1994 года, дебютировав на 4 позиции американских и швейцарских чартов, на 6 позиции британских чартов и на 9 позиции австралийских. Альбом был сертифицирован на золото (это более 500,000 копий) в Канаде уже через полчаса после начала продаж, а позднее — и на платину, в том числе и в США. Альбом сразу отметился хитами «Train of Consequences» и «À Tout Le Monde», по которым были выпущены видеоклипы.
В ноябре 1994 года Megadeth отправились в турне в поддержку альбома, длившееся 11 месяцев, став самым обширным туром Megadeth на сегодняшний день. К концу 1995 года группа посетила Европу и Северную Америку, к которой присоединились ряд открывающих групп, в том числе Corrosion of Conformity, Korn и Fear Factory. Тур завершился появлением на фестивале Monsters of Rock в Бразилии, в качестве сохедлайнеров вместе с Элисом Купером и Оззи Осборном. В январе 1995 года группа записала песню «Diadems» для саундтрека к фильму «Байки из склепа: Рыцарь-демон». В середине 1995 года был выпущен мини-альбом Hidden Treasures, состоявший из песен Megadeth, когда-либо вошедших в сборники, трибьюты и саундтреки к фильмам.

### Cryptic Writings(1996—1998)
После масштабного мирового турне в поддержку Youthanasia Megadeth уходят в отпуск в конце 1995 года. Мастейн начинает работу над своим сайд-проектом MD.45 вместе с вокалистом группы Fear Ли Вингом. Барабанщик Джимми Деграссо (который месяцем раньше играл в группе Элиса Купера в рамках южноамериканского тура Monsters of Rock) также вошёл в состав сайд-проекта. Фридман построил звукозаписывающую студию в своём новом доме в Финиксе, где начал работу над сольным альбомом True Obsessions. В сентябре 1996 года в Лондоне участники Megadeth начинают писать песни для нового альбома, предварительно названного Needles and Pins. Творческий процесс шёл под контролем нового продюсера Гилеса Мартина, который способствовал изменению музыки и текстов песен. Многие тексты и названия песен были изменены по просьбе нового продюсера. После проблем с оригинальной обложкой к альбому картинка была заменена на символ верований Вуду, а название сменилось на Cryptic Writings.
17 июня 1997 года Capitol Records выпускают Cryptic Writings. Альбом дебютировал на десятой строчке чарта Billboard 200 и стал шестым по счёту альбомом Megadeth, добившимся золотого статуса в США. Сингл «Trust» из этого альбома занял пятое место в Hot Mainstream Rock Tracks, что до сих пор является лучшим достижением группы, а в 1998 году сингл даже был номинирован на премию «Грэмми» в номинации «Лучшее метал-исполнение». Хотя альбом получил довольно смешанные оценки критиков, все синглы альбома («Trust», «Almost Honest», «Use the Man» и «A Secret Place») вошли в первую двадцатку чарта Mainstream Rock Tracks. На песни «Trust», «Almost Honest» и «A Secret Place» были сняты видеоклипы.
Музыка группы в альбоме тяготеет к традиционному хэви-металу, хотя некоторые песни, такие, как «The Disintegrators», «She-Wolf», «Vortex» и «FFF», напоминают их ранний трэш 80-х годов. Дэйв Мастейн в своём интервью журналу Guitar World рассказывает: «Мы разделили его (альбом) на три части. Часть альбома по-настоящему быстрая и агрессивная, часть выполнена в старом стиле Countdown to Extinction и Youthanasia, а часть — мелодичная и креативная»(таковы, например, песни «I’ll Get Even» и «A Secret Place») .
В июне 1997 года группа отправилась в мировое турне с группой The Misfits, за которым последовал тур по Америке с группами Life of Agony и Coal Chamber, а в июле присоединилась к Ozzfest 98, во время которого Нику Мензе пришлось покинуть тур из-за проблем с коленом (врачи обнаружили опухоль). На замену ему подыскали барабанщика Джимми Деграссо, который так и остался в группе на постоянной основе.

### Risk(1999—2000)
В январе 1999 года, уже с Джимми Деграссо в качестве барабанщика группы, Megadeth приступили к записи нового альбома. Дэйв Мастейн дал продюсеру Дэну Хаффу ещё больше контроля над процессом записи альбома, что было результатом большого успеха предыдущего альбома Cryptic Writings на радио. В итоге, это привело к обратным результатам. Выпущенный 31 августа 1999 года, Risk был полностью провальным и в коммерческом, и в критическом плане, и вызвал отрицательную реакцию у многих фанатов группы. В этом альбоме Megadeth ещё больше экспериментируют со своей музыкой: многие песни имеют черты хард-рока, а в некоторых даже используются семплы, присущие поп-музыке и диско. Главный сингл альбома, «Crush Em», был использован в саундтреке к фильму Универсальный солдат 2: Возвращение, а также в качестве вступления на Чемпионате мира по рестлингу для рестлера Билла Голдберга. Позднее, «Crush Em» использовалась как официальная песня НХЛ.
22 июля 1999 года бывший барабанщик Гар Самуэльсон скончался в возрасте 41 года в Ориндж-сити, штат Флорида, от печёночной недостаточности. Три дня спустя, во время выступления Megadeth на Вудстоке 1999 года, Мастейн посвятил песню «Peace Sells» памяти Самуэльсона. Кроме того, в июле 1999 года Megadeth записали кавер-версию песни Black Sabbath «Never Say Die», который появился во втором трибьют-альбоме Nativity In Black. В декабре 1999 года Марти Фридман объявил о своем уходе из группы.
В январе 2000 года к Megadeth присоединился гитарист Эл Питрелли, ранее игравший в Savatage и Trans-Siberian Orchestra, в качестве замены Фридмана.
В апреле 2000 года Megadeth вернулись в студию, чтобы начать работу над своим девятым студийным альбомом. Тем не менее, после одного месяца работы, группе была предоставлена возможность присоединиться к туру Maximum Rock вместе с Anthrax и Mötley Crüe. Megadeth приостановили запись и гастролировали по Северной Америке в течение второго квартала 2000 года.

### The World Needs a Hero(2001—2002)
В ноябре 2000 года группа сменила звукозаписывающий лейбл. Их новым лейблом стала компания Sanctuary Records. На этом перемены не закончились: Дэйв Мастейн, после провала предыдущего альбома, решил уволить продюсера Бада Прейджера и спродюсировать новый альбом сам. Альбом The World Needs a Hero, вышедший 15 мая 2001 года, получил смешанные отзывы критиков. С одной стороны, они одобрили музыкальный стиль, напоминающий ранние работы Megadeth, и возвращение к трэшевым корням, с другой — отметили недостаток оригинальности. Тем не менее, альбом отметился рядом интересных композиций, например «Return to Hangar», являющейся концептуальным продолжением песни «Hangar 18» из альбома Rust in Peace и «When», очень напоминающей по строению песню «Am I Evil?» группы Diamond Head (на эту песню также есть кавер в исполнении Metallica). Сам Мастейн отозвался о группе на момент выхода альбома так: «она будто корабль, потерявшийся в море и ищущий свой курс». Несмотря на скромные по меркам Megadeth продажи, сингл «Moto Psycho» достиг 22 позиции в американских чартах.
Лето 2001 года участники провели в гастролях по Европе с AC/DC в качестве хедлайнеров и по Америке с Iced Earth, а в сентябре выступали с ню-метал-группой Endo, но недолго — тур прервался из-за террористических актов 11 сентября. Они же послужили причиной отложенной записи DVD в Аргентине; тем не менее, группа все же записала DVD Rude Awakening, но уже в сентябре и в Аризоне, США. А в феврале 2002 года Билл Кеннеди перемикшировал дебютный альбом группы, Killing Is My Business… and Business Is Good!. Помимо ремастерированного звука, в переиздание также вошли несколько бонусных треков.

### Распад (2002—2004)
В январе 2002 года у Дэйва Мастейна был обнаружен камень в почках, и он отправился на лечение в Техас. Немного позже к этому диагнозу добавилась радиальная нейропатия, вызванная травмой руки, такой, что Дэйв больше не мог пользоваться своей кистью. 3 апреля Мастейн объявил о роспуске группы. Пройдя четырёхмесячную физиотерапию, Мастейн постепенно снова начал играть на гитаре, но ему пришлось «переучивать» левую руку.
Всё ещё связанный контрактом с Sanctuary Records, Мастейн 10 сентября выпускает сборник Still Alive… and Well?. Название альбома («Всё ещё жив… Ну и?») является ответом Мастейна на вопрос журналиста «что бы вы хотели написать на своём надгробии?». Первые шесть треков были записаны на концертном выступлении группы в городе Феникс, штат Аризона 17 ноября 2001 года. Остальные песни являются студийными записями из альбома The World Needs a Hero.

### The System Has Failed(2004—2005)
После года реабилитации Мастейн вернулся в студию, чтобы записать предполагаемый сольный альбом. Для этого он пригласил сессионных музыкантов Винни Колаюта и Джимми Ли Слоаса в качестве барабанщика и бас-гитариста соответственно. Однако, согласно контракту с Европейским лейблом EMI, он должен был записать этот альбом под именем Megadeth. Мастейн решил восстановить группу в её лучшем, «классическом» составе: Дэйв, Марти Фридман, Дэвид Эллефсон и Ник Менца. Марти и Дэвид отказались по разным причинам, а Ник всё-таки согласился на участие. Тем не менее, через две недели Мастейн предложил Менце покинуть группу: тому, как считал Мастейн, уже явно не хватало мастерства. Тогда Дэйв пригласил тех же Винни Колаюту и Джимми Ли Слоаса для записи, дополнительно попросив давнего участника Megadeth Криса Поланда записать дополнительные соло для альбома.
В сентябре 2004 года альбом The System Has Failed ознаменовал возвращение группы, хотя он же был запланирован сольным альбомом Дэйва Мастейна. В качестве соло-гитариста и барабанщика к группе присоединились братья Глен и Шон Дроверы, место за бас-гитарой занял Джеймс Макдонау, с участием которого был проведён всего один тур- Blackmail the Universe-tour. Альбом дебютировал на 18 позиции американских чартов, а сингл «Die Dead Enough» — на 21 и получил положительные отзывы критиков. В музыкальном плане альбом склоняется к жанру трэш-метал.
Альбом также интересен своей обложкой, на которой изображены маскот группы Вик Раттлхэд, Джордж Буш, Хиллари Клинтон, Билл Клинтон, Дик Чейни, Кондолиза Райс и несколько других известных политиков. Подробнее об описании обложки см. статью The System Has Failed.
В июне 2005 года Capitol Records выпустили Greatest Hits: Back to the Start, сборник лучших хитов.

### Gigantour (2005—2006)
В середине 2005 года, Мастейн организовывает ежегодный треш-метал тур, Gigantour, который и возглавили Megadeth, выступая вместе с такими группами как Dream Theater, Nevermore, Anthrax, и Fear Factory. Выступления в Монреале и Ванкувере были записаны и включены в концертный DVD-альбом под названием Arsenal of Megadeth изданный весной 2006 года. 9 октября Мастейн анонсировал выступление группы на Pepsi Music Rock Festival в Аргентине, где Megadeth должны были продолжить запись выступлений для DVD. На выступлении в Эстадио Обрас Санитариас присутствовало около 25,000 фанатов коллектива, а сам концерт был издан в DVD-формате под названием That One Night: Live in Buenos Aires в 2007 году.
В феврале 2006 года, басист Джеймс МакДонау покинул группу по «личным разногласиям». На его место был взят Джеймс Ломенцо, ранее игравший в таких группах как David Lee Roth, White Lion и Black Label Society. С обновлённым составом Megadeth выступают на Dubai Desert Rock Festival в ОАЭ вместе с Testament. В марте, Capitol издаёт двух-дисковый DVD, Arsenal of Megadeth, который включал в себя, помимо записи выступлений, эксклюзивные интервью и различные видеоматериалы посвящённые группе. В конце лета 2006 года стартовал второй Gigantour, во время которого Megadeth вновь выступили в качестве хэдлайнеров, гастролируя вместе с Lamb of God, Opeth, Arch Enemy и Overkill. В рамках тура группа также посетила Австралию, выступая с такими группами как Soulfly, Arch Enemy и Caliban.

### United Abominations(2006—2009)

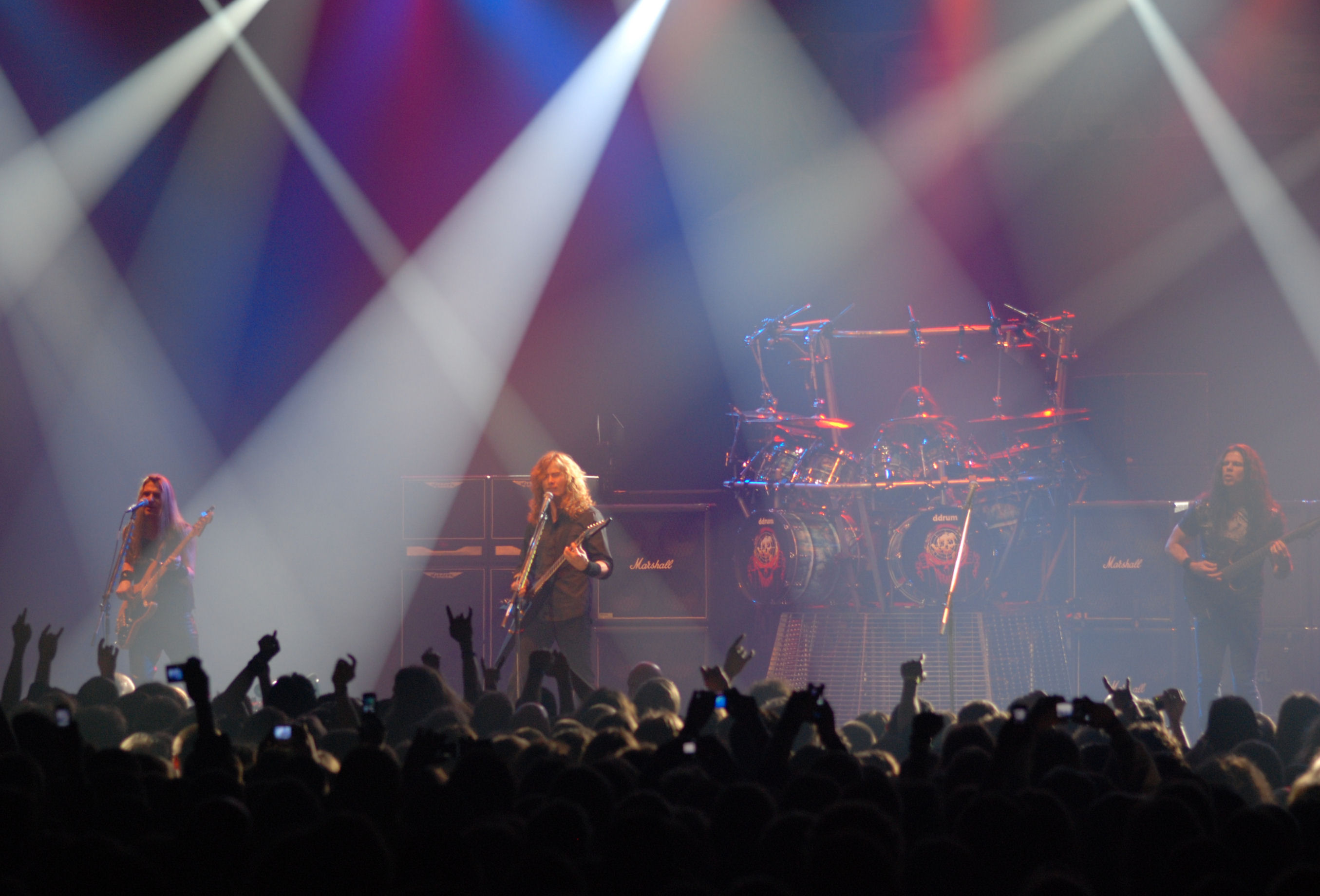
Концерт Megadeth в 2008 году

В феврале 2006 года МакДонау сменил басист Джеймс Ломенцо. В мае Megadeth анонсировали свой одиннадцатый студийный альбом, United Abominations. Альбом вышел через год, 15 мая 2007 года, и сразу попал в американские чарты, достигнув восьмой строчки в чартах США и пятой в чартах Канады. Композиция «À Tout le Monde (Set Me Free)», вышедшая в качестве сингла, является ремейком известной песни «À Tout le Monde»; на роль бэк-вокалистки была приглашена Кристина Скаббия из группы Lacuna Coil. Также альбом отметился синглами «Gears of War» (по одноимённой игре) и «Never Walk Alone… A Call to Arms».
В январе 2008 года Глен Дровер покинул Megadeth по причине усталости от напряжённого гастрольного графика группы. Он также сослался на личные разногласия с другими членами группы. В результате на место Дровера пришёл Крис Бродерик, бывший участник Nevermore и Jag Panzer. Изначально Бродерика на прослушивание пригласили менеджеры группы, и уже затем Мастейн утвердил его в качестве нового гитариста. Мастейн положительно оценил игру Бродерика, назвав его «лучшим гитаристом Megadeth». Ван Уильямс из Nevermore поздравил Megadeth с приобретением «чертовски хорошего гитариста, а также, что ещё важней, преданного друга».
4 февраля группа дебютировала в новом составе на выступлении в Helsinki Ice Hall, после которого последовал Gigantour 2008, в котором, помимо Megadeth, приняли участие In Flames, Children of Bodom, Job for a Cowboy и High on Fire. Во время тура Мастейн предложил сократить сет-листы выступающим командам, для улучшения качества выступлений. После 29 выступлений в Северной Америке, Megadeth продолжили турне, посетив в мае и июне страны Латинской Америки. В сентябре того же года группа выпускает сборник Anthology: Set the World Afire.

### Endgame(2009—2010)
В феврале 2009 года у Megadeth вместе с Testament был запланирован «Priest Feast» — европейский тур вместе с Judas Priest, в качестве хедлайнеров. В это же время Metallica, которые были введены в Зал славы рок-н-ролла, пригласили Дэйва Мастейна присутствовать на церемонии. Тем не менее, Мастейна уведомили, что он не будет введён в Зал славы рок-н-ролла с тем обоснованием, что такие почести были предоставлены только для тех членов группы, которые участвовали в записи альбомов Metallica. Мастейн поздравил их, но вместо церемонии отправился в европейский тур с Judas Priest. В апреле 2009 года было принято решение, что Megadeth и Slayer совместно выступят хэдлайнерами на Canadian Carnage. Это был первый раз, когда они выступали вместе за более чем 15 лет. В конце июня они отыграли 4 концерта, которые открывали Machine Head и Suicide Silence. В мае 2009 года Megadeth закончили запись своего двенадцатого альбома и в течение следующего месяца утвердили, что он будет называться Endgame. По словам Дейва Мастейна, название «Endgame» — это дань уважения вышедшему в 2007 году одноимённому фильму Алекса Джонса. Датой релиза Endgame на официальном сайте Megadeth было объявлено 9 сентября 2009, и веб-сайт Metal Hammer был первым, рецензировавшим альбом. Megadeth начали Endgame тур в октябре 2009 и закончили его в декабре того же года. Группами поддержки в туре были Machine Head, Suicide Silence и Warbringer. В январе 2010 года Megadeth были включены в «American Carnage» — тур с Slayer и Testament, как высоко уважаемая группа трэш и хеви-метал сцены. Тур должен был начаться 18 января, но был отложен из-за операции на позвоночнике Тома Арайи. Несколько недель спустя, композиция Megadeth Head Crusher была номинирована на «Грэмми» в категории «Лучшее метал-исполнение», что стало восьмой номинацией группы на «Грэмми» за 19 лет. В марте 2010 года Megadeth приступили к их «Rust In Peace 20th Anniversary Tour», который проходил в Северной Америке при поддержке Exodus и Testament. Во время тура Megadeth играли Rust in Peace целиком, в ознаменование 20-й годовщины его выхода. В феврале 2010 года до начала «Rust In Peace 20th Anniversary Tour», басист Дэвид Эллефсон вернулся в Megadeth после восьми лет отсутствия. В интервью Classic Rock он заявил, что барабанщик Megadeth Шон Дровер связался с ним, сообщив ему, что басист Джеймс Ломенцо покидает группу и что «если когда-либо и было для тебя и Дэйва [Мастейна] время поговорить, то это сейчас».

### TH1RT3EN(2010—2012)

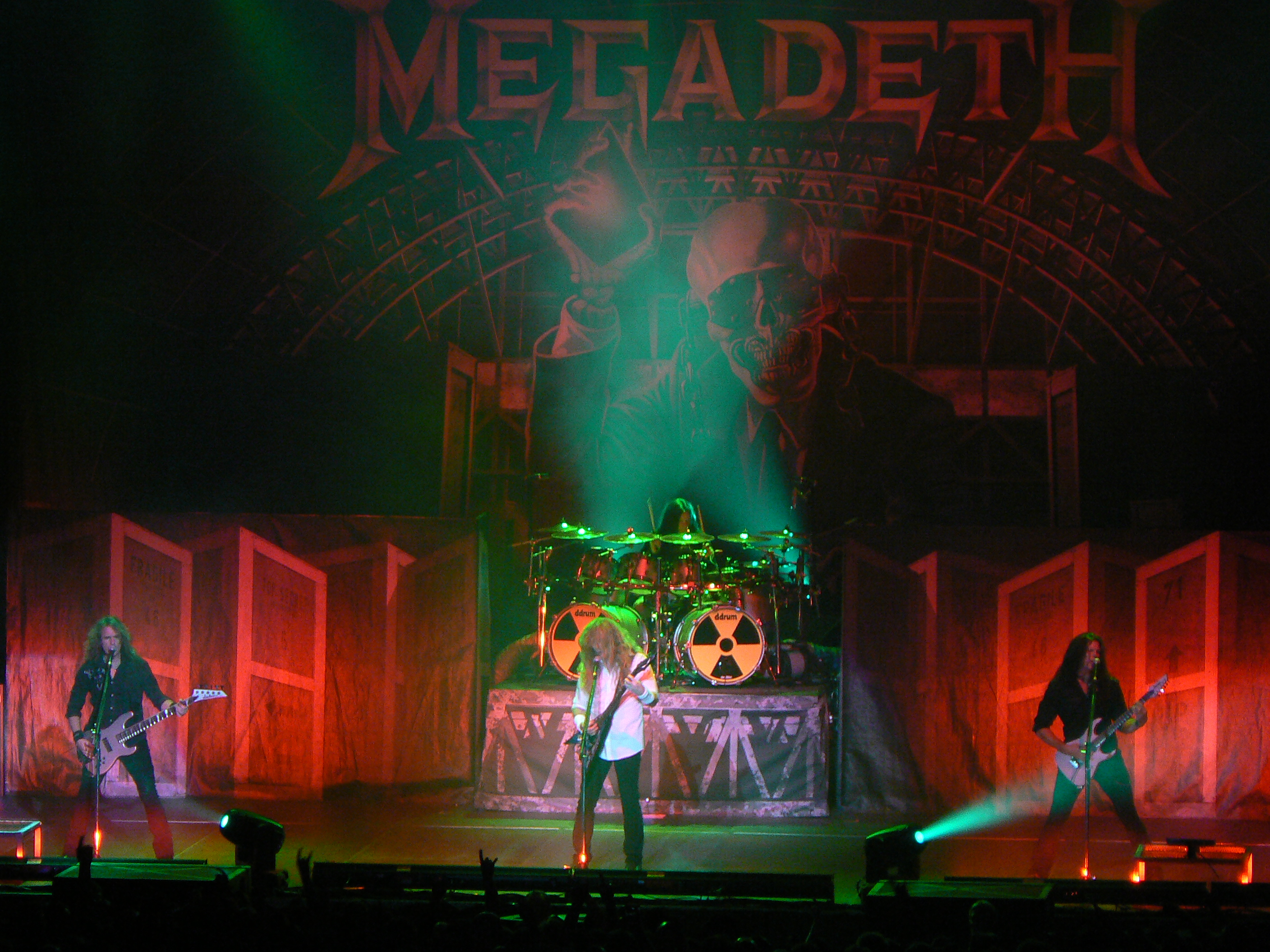
Megadeth на концерте в 2010 году. Слева направо: Дэвид Эллефсон, Дэйв Мастейн, Шон Дровер и Крис Бродерик.

Megadeth наряду с Metallica, Slayer и Anthrax, вместе известные как «Большая четвёрка» трэш-метала, согласились выступать на одной сцене в середине 2010 года. Эти выступления были частью фестиваля Sonisphere и были проведены в ряде европейских стран. Одно из таких выступлений в Софии, Болгария, было снято и выпущено в качестве видео-альбома под названием The Big 4 Live from Sofia, Bulgaria.
В июле 2010 года, после европейских концертов «большой четвёрки», Megadeth и Slayer начали первый этап тура American Carnage Tour, где Megadeth полностью исполняли альбом Rust in Peace, в то время как Slayer свой альбом Seasons in the Abyss, оба выпущенные в 1990 году. Вскоре после этого, две группы объединились с Anthrax для Jägermeister Music Tour в конце 2010 года. Во время финального концерта тура Керри Кинг присоединился к Megadeth на сцене в Gibson Amphitheatre в Голливуде, сыграв «Rattlehead» Megadeth. Это был первый раз, когда Кинг выступал на сцене с Megadeth после 1984 года.
В сентябре группа выпустила DVD Rust in Peace Live, записанный в Hollywood Palladium в Лос-Анджелесе. Позднее в том же месяце, Megadeth выпустили сингл «Sudden Death» для игры Guitar Hero: Warriors of Rock. Песня была написана по заказу издателей серии Guitar Hero, которые хотели песню с тёмной лирикой и несколькими гитарными соло от Дэйва и Криса. В 2011 году песня была номинирована на «Грэмми» в категории «Лучшее метал-исполнение».

### Super Collider(2012—2014)
В 2012 году Megadeth объявили, что работают над новым, четырнадцатым студийным альбомом группы. В феврале 2013 года Дэйв Мастейн написал в Twitter о том, что у него есть планы пригласить для нового альбома гостевого вокалиста. В результате оказалось, что в записи альбома принял участие Девид Дрейман, вокалист группы Disturbed. Он исполнил вокальные партии в «Dance in the Rain». Кроме него, в записи альбома участвовала дочь Дэйва Электра. Она выступила в роли бэк-вокалистки в песнях «Beginning of Sorrow» и «Forget to Remember»
В этом же месяце Megadeth озвучили название нового альбома — «Super Collider». В интервью для ресурса Ultimate-Guitar.com Дейв Мастейн заявил, что он очень доволен записанным альбомом. Выход альбома состоялся 4 июня 2013 года.
25 ноября 2014 года группу покинул барабанщик Шон Дровер (2004—2014), а на следующий день об уходе из группы заявил гитарист Крис Бродерик (2008—2014). Причиной явились музыкальные разногласия между участниками.

### Dystopia(2015—2017)
В конце марта 2015 года Крис Адлер, барабанщик группы Lamb of God, объявил о своём присоединении к Megadeth для записи следующего альбома. 2 апреля 2015 года к группе в качестве полноправного участника присоединился гитарист Angra Кико Лорейро. Новая песня «Fatal Illusion» вышла 1 октября 2015 года. В этот же день Megadeth озвучили название нового альбома — «Dystopia», который вышел в январе следующего года. В поддержку Dystopia, Megadeth проводят тур по Северной Америке, продлившийся с февраля по март, выступая с такими группами как Suicidal Tendencies, Children of Bodom и Havok. 20 мая 2016 года было объявлено, что место Криса Адлера за ударной установкой временно займёт Дирк Вербьюрен из шведской группы Soilwork, пока Адлер занят в турне с Lamb of God.
21 мая 2016 года скончался бывший ударник группы, Ник Менца. На следующий день, 22 мая, Megadeth в ходе выступления на нью-йоркском фестивале Rock’N Derby почтили память Ника минутой молчания, а также посвятили ему песни «Trust» и «Holy Wars». 2 июля Крис Адлер закончил своё сотрудничество с группой. 14 июля 2016 года было объявлено о присоединении барабанщика Дирка Вербурена в качестве полноправного участника группы. В обновлённом составе группа отправляется во второй тур по США, который продлился с сентября по октябрь 2016 года. Во время турне Megadeth выступали вместе с Amon Amarth, Suicidal Tendencies, Metal Church и Butcher Babies.
12 февраля 2017 года за композицию «Dystopia» группа получила премию «Грэмми» в номинации «Лучшее метал-исполнение».
22 марта 2017 года группа объявила о намерении провести совместные выступления со Scorpions, которые состоялись осенью.

### The Sick, the Dying… and the Dead!: второй уход Эллефсона, уход Лорейро и предстоящий семнадцатый альбом (2017 — настоящее)
В ноябре 2017 года в интервью No Brown M&Ms Мастейн сказал, что Megadeth отправятся в студию в конце года, чтобы начать работу над своим шестнадцатым студийным альбомом. Он объяснил: «Мы планируем вернуться в студию. Мы, вероятно, начнём наброски некоторых своих идей в конце года. Мы думаем, что это будет либо в ноябре или в декабре» Спустя месяц Мастейн в своём Твиттере заявил, что начал «собирать идеи» для нового альбома Megadeth, но уточнил, что они «вероятно» войдут в студию в середине 2018 года, чтобы начать запись, а выпуск намечен на 2019 год. В поддержку альбома группа отправится в тур Clash of the Titans вместе с Slayer, Testament и Sepultura. Также они планируют отправиться в тур 2019 года вместе с Overkill и Death Angel.
6 апреля 2018 года группа объявила о переиздании Killing Is My Business… And Business is Good!, содержащего обновлённые версии всех песен и перезаписанную версию «These Boots…» с оригинальным текстом Хэзлвуда. Бонусные диски также включали в себя редкие концертные исполнения песен во время тура Элиса Купера Live in the Flesh Tour. Релиз переизданного альбома Killing Is My Business… and Business Is Good! — The Final Kill состоялся 8 июня 2018 года.
Также впервые за 17 лет группа на концертах исполнила такие ранние хиты, как «The Conjuring», а на Hellfest 2018 — «My Last Words».
25 сентября 2018 года группа объявила, что они впервые организуют собственный круиз под названием Megacruise, который будет запущен в Тихом океане в 2019 году. Через две недели группа объявила, что круиз начнётся 13 октября 2019 года в Лос-Анджелесе и затронет порты в Сан-Диего и Энсенаде перед тем, как вернуться 18 октября и включит в себя исполнения таких групп, как Anthrax, Testament, Overkill, Corrosion of Conformity, Armored Saint, Metal Church, DragonForce, Doro и John 5. Megadeth также выступит со Slayer и Anthrax на фестивале Santiago Gets Louder 6 октября 2019 года в Чили, что будет впервые после серии шоу «Большая четвёрка» в 2010—2011 годах, которое они тогда провели все вместе. На разогреве выступит группа Pentagram Chile.
6 ноября 2018 года Мастейн поделился видео в Instagram, тизерящим композицию с 16-го альбома группы, который изначально должен был быть выпущен в 2019 году. 10 мая 2019 года Megadeth объявили о том, что они вошли в студию во Франклине, штат Теннесси, чтобы начать предварительную запись альбома и снова объединятся с сопродюсером Dystopia Крисом Ракестроу.
17 июня 2019 года было объявлено, что несколько шоу Megadeth того года (за исключением MegaCruise) будут отменены из-за того, что Мастейну поставили диагноз «рак горла»; Из всех отменённых концертов группа должна была разогревать Оззи Осборна на североамериканском этапе последнего тура No More Tours II, который был перенесён с лета 2019 года на следующий год, и Megadeth были заменены Мэрилином Мэнсоном. Несмотря на болезнь Мастейна, группа пообещала продолжить работу над своим новым альбомом. Megadeth снова вошли в студию в Нэшвилле в середине 2020 года, чтобы возобновить запись своего нового альбома, который ориентировочно планируется выпустить в 2021 году.
21 августа 2019 года было объявлено, что Megadeth отправятся в свой первый тур после болезни Мастейна в январе и феврале 2020 года, разогревая Five Finger Death Punch в рамках их европейского турне. В поддержку своего нового альбома группа летом 2021 года отправится в тур по США с Lamb of God, Trivium и In Flames.
9 января 2021 года, проводя мастер-класс «Front Row Live» для некоторых из своих фанатов через Zoom, Мастейн объявил The Sick, the Dying… and the Dead! в качестве предварительного названия их нового альбома, хотя он указал, что название может быть изменено.
24 мая 2021 года, после утечки личного видео, Мастейн объявил, что группа снова рассталась с Эллефсоном. Эллефсон позже подтвердил, что он был уволен десятью днями ранее, 14 мая; видео впервые появились 10 мая. В результате Мастейн заявил, что у Эллефсона не будет никаких шансов снова присоединиться к группе.
В эфире программы Gimme Radio The Dave Mustaine Show 17 июня Мастейн сказал, что басовые треки, записанные Эллефсоном в мае 2020 года, не войдут в предстоящий альбом и будут перезаписаны другим басистом, что и было сделано некоторое время спустя, но не сказал, кто это был. Он также раскрыл название песни из альбома под названием «The Dogs of Chernobyl». Вскоре после этого Мастейн подтвердил, что новый басист был выбран, опубликовав фотографию, на которой был изображён гриф бас-гитары, а неизвестный участник был изображён на полу за стулом, однако он не раскрыл имя, но обещал объявить его в ближайшее время. Бывший басист Джеймс Ломенцо восполнил пробел группы во время тура, а Стив Диджорджио из Testament выступил в качестве сессионного басиста на The Sick, the Dying… and the Dead!, который вышел 2 сентября 2022 года. Ломенцо был объявлен официальным басистом группы 31 мая.
После нескольких тизеров «We’ll Be Back», первый сингл из альбома, был выпущен 23 июня вместе с треклистом, за которым последовали следующие синглы «Night Stalkers» и «Soldier On!», выпущенные 22 июля и 12 августа, соответственно.
27 февраля 2023 года Марти Фридмен присоединился к Megadeth на три песни на их выступлении на фестивале Будокан в Японии. Это был первый раз за 23 года, когда музыканты выступали вместе. 23 июня 2023 года скончался бывший барабанщик группы, Ли Рауш, принявший участие в записи демо 1984 года Last Rites.
6 сентября 2023 года было объявлено, что ведущий гитарист Кико Лорейро временно покинет североамериканскую часть тура и что его заменит Теэму Мянтюсаари. 20 ноября 2023 года Мянтюсаари присоединился к Megadeth в качестве ведущего гитариста, после того как Лоурейро объявил, что продлевает свое отсутствие в группе. 28 ноября 2023 года Лоурейро подтвердил свой окончательный уход из Megadeth в интервью подкаста. Лоурейро объяснил свой уход в интервью Guitar World в январе 2024 года, сказав: «У меня было два реальных варианта: быть в Megadeth или нет. Я выбрал свою личную жизнь. Никаких сожалений».
В интервью на The SDR Show в декабре 2023 года Мастейн рассказал о своем намерении выпустить ещё как минимум три студийных альбома Megadeth, первый из которых должен выйти в 2025 году: «Если между альбомами пройдёт два года — допустим, так и будет, если мне удастся выпускать их быстро, — то, скорее всего, это будет три года, но допустим, два года. И я выпустил альбом. У нас ещё есть около года, по крайней мере, на этот. Так что в 25-м мы уже будем работать.»
14 августа 2025 года Megadeth анонсировали свой предстоящий семнадцатый студийный альбом, который должен стать их последним, а также сообщили о прощальном туре в 2026 году.

## Музыкальный стиль
Комбинируя традиционное хеви-метал-звучание таких групп как UFO, Black Sabbath, Budgie, и таких коллективов NWOBHM как Iron Maiden и Diamond Head, вместе с панк-музыкой Sex Pistols и Ramones, Megadeth выработали свой собственный стиль. По словам Мастейна, его манера игры на гитаре вдохновлена гитаристами AC/DC и Led Zeppelin. Описывая значительное влияние панк-рока, Джейсон Бивинс отмечал влияние на Megadeth британских групп вроде Motörhead. По его мнению, стиль Megadeth представляет собой смешение «виртуозности британской новой волны хеви-метала со скоростью и агрессивностью хардкор-панка», вместе с хоррор-эстетикой Misfits Мастейн упоминал о значительном влиянии The Beatles на его творчество.
Мастейн является основным автором музыки и текстов песен группы. Начиная с придумывания ведущего риффа песни, именно он занимается дальнейшим развитием композиции. После окончания записи отдельных фрагментов песни, группа коллективно принимает решение о её итоговой структуре. Барабанщик Шон Дровер упоминал, что Мастейн мог хранить отдельные риффы годами, в дальнейшем превращая их в цельные треки. Эллефсон рассказывал, что, создавая новый материал, группа начинает с обмена идеями, после чего уже в студии вырабатывает концепцию и направление своего произведения, придумывает название песни. Зачастую тексты песен пишутся к уже готовой музыке. Обсуждая темы лирики песен, Мастейн указывал на определяющее влияние литературы на эту сторону творчества, в частности отметив, что одним из наиболее значимых для него авторов является Джордж Оруэлл.
В 1980-х годах музыка Megadeth и её андеграундных современников сочетала в себе сложную структуру песен, использование двойной бас-бочки и харш-вокала, стаккато-риффинг, тремоло и визжащую ведущую гитару; альбомы этого периода записывались при небольшом финансировании со стороны лейблов. В творчестве Megadeth Мастейн следовал вектору трэш-метала, позаимствованному у его предыдущей группы, Metallica, с большим упором на скорость и громкость. Музыка Megadeth характеризуется изящным инструментальным исполнением, быстрой ритм-секцией, запутанными аранжировками и «рычащим» вокалом. Когда Мастейна попросили описать стиль гитар в Megadeth, он ответил: «Когда вы идёте на концерт, чтобы посмотреть на то как гитарист просто стоит, то это обычный гитарист. Трэш-гитарист же играет так, словно хочет выбить кишки из своей гитары». Большинство песен группы записано в стандартном гитарном строе, в то время как главные мелодии выполняются в альтернативном строе.
В ранние годы существования группы Мастейн исполнял партии ведущего гитариста, в то время как Крис Поланд исполнял как ритм, так и соло-партии. Хотя Поланд принял участие в записи лишь двух альбомов коллектива, музыкальные критики Пит Браун и Харви Ньюквист сходятся на мнении что его игра сделала музыку Megadeth более выразительной, благодаря джазовым влияниям. По словам бывшего редактора Metal Maniacs, Джеффа Вагнера, техника группы достигла пика в альбоме Rust in Peace, который он описал как «плавный и точный шквал, делающий из Megadeth спид-метал группу мирового значения». Музыковед Глен Пилсбари особенно выделял в звучании группы «управляемый хаос» гитарных партий Мастейна и «техническое мастерство» Марти Фридмана. Студийные альбомы, выпущенные в период второй половины 1990-х годов, напротив, характеризуются упрощённой структурой и меньшей сложностью исполнения.
Классическим темами песен Megadeth является война, политика и религия. Лирика часто имеет нигилистическую направленность, но периодически прослеживаются и социальные мотивы. Ранние релизы группы эксплуатируют тематику оккультизма, насилия и сатанизма. Rust in Peace и Countdown to Extinction в песнях рассматривается ядерная война и правительственные заговоры. Во время пребывания Megadeth на пике коммерческого успеха, Мастейн остановился на более личных темах, таких как наркомания и интимные отношения. Рассуждая о Cryptic Writings, Мастейн говорил что, при написании лирики песен, он ориентировался на более широкую аудиторию чем раньше. Название альбома United Abominations является сатирической пародией на название ООН (United Nations); ряд песен из этого альбома посвящены критике этой организации. Более поздние альбомы развивали эту тему.

## Наследие
Megadeth традиционно признаётся одной из выдающихся метал групп. Альбомы Megadeth были проданы тиражом свыше 50 миллионов копий по всему миру. Восемь альбомов группы в разное время входили в американский хит-парад 40 лучших альбомов; 18 синглов входили в американский хит-парад 40 лучших синглов. Megadeth двенадцать раз номинировались на «Грэмми» и один раз выиграли его за песню «Dystopia» и являются одной из самых успешных хеви-метал-групп всех времён. Вместе с группами Metallica, Anthrax и Slayer Megadeth входит в так называемую «большую четвёрку» трэш-метала, уступая по продажам и коммерческому успеху лишь Metallica.

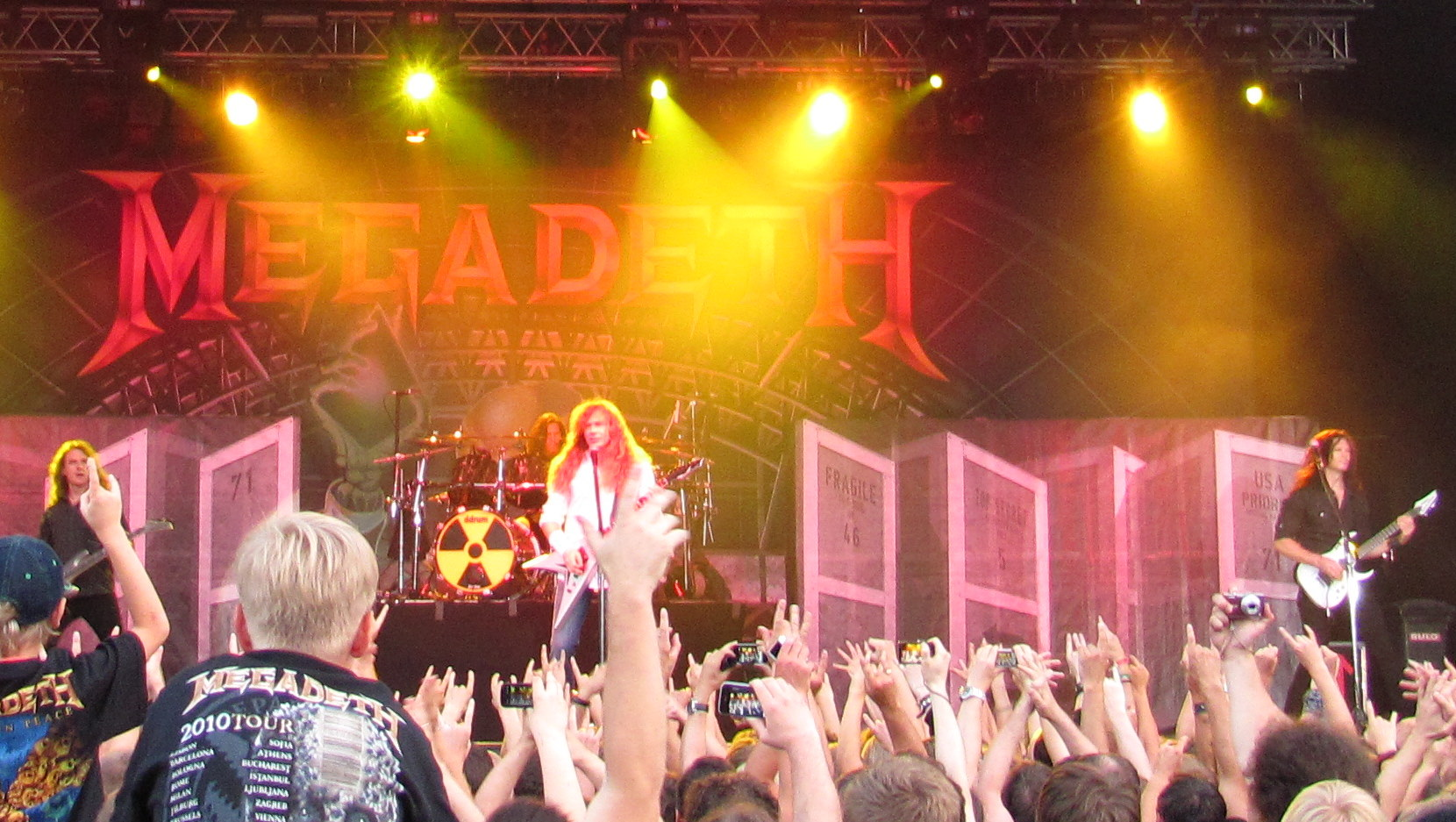
Концерт Megadeth в 2010 году

Сайт digitaldreamdoors.com поставил Megadeth на 7-е место в списке величайших метал-групп и на 2-е место в списке трэш-метал-групп.
Альбом Peace Sells… But Who’s Buying? считается важным событием в истории трэш-метала, All Music Guide называет его «одним из самых важных метал-альбомов десятилетия и одним из действительно определяющих альбомов для трэш-метала», а также «одним из лучших альбомов метала всех времен». В мае 2006 года канал VH1 поставил композицию «Peace Sells» на 11-ю позицию в хит-параде 40 величайших песен метала.
В 2004 году журнал Guitar World отдал Дэйву Мастейну и Марти Фридману 19-е место в списке 100 величайших гитаристов хеви-метала всех времен.
В качестве одного из первопроходцев трэш-метала группа Megadeth повлияла на развитие движения экстремального метала в конце 1980-х и в начале 1990-х годов. Многие известные металические группы, включая Pantera, Arch Enemy, Lamb of God, In Flames, Machine Head, Trivium и Avenged Sevenfold, называют Megadeth в числе вдохновителей своей музыки.

## В популярной культуре
Упоминания Megadeth присутствуют во многих фильмах и телевизионных шоу, включая «Симпсоны», «Без ума от тебя», «Шоу Дрю Кэри», «Секретные материалы» и «Дак Доджерс» (в одном из эпизодов этого мультсериала, In Space, Nobody Can Hear You Rock 2005 года, группа присутствовала в виде мультипликационных героев). Megadeth упоминается в кинокомедии 1993 года «Мир Уэйна 2», где Хони Хорни (Ким Бейсингер) спрашивает Гарта (Дана Карви) «Не хочешь послушать музыку?», на что Гарт отвечает «А у тебя есть Megadeth?». Группа также упоминается в фильме 1991 года «Новые приключения Билла и Теда», где во время пребывания главных героев в Аду Билл (Алекс Уинтер) говорит: «Тед, знаешь, если я умру, ты можешь забрать себе мою коллекцию Megadeth».
Композиции Megadeth вошли в саундтреки к фильмам «Электрошок», «Новые приключения Билла и Теда», «Последний киногерой», «Рыцарь-демон», «Супербратья Марио», «Универсальный солдат: Возвращение» и «Затерянный мир», а также музыка группы звучит в нескольких компьютерных играх. Песня «Fatal Illusion» встречается на внутриигровой радиостанции в игре Watch Dogs 2. Песня «Peace Sells» звучит на радиостанции V-Rock в игре 2002 года Grand Theft Auto: Vice City, а также в игре 2003 года True Crime: Streets of LA. «Symphony of Destruction» присутствует в видеоиграх на платформе PlayStation 2 — Guitar Hero и WWE SmackDown! vs. RAW 2006. Также её можно услышать в FlatOut 2, выпущенной на PC. Специальная версия композиции Hangar 18 звучит в ещё одной игре на PS2 — Guitar Hero II. В 1999 году две песни Megadeth, «Duke Nukem Theme» и «New World Order», вошли в саундтрек Duke Nukem: Music to Score By. А в 2006 году под впечатлением от видеоигры Gears of War Дэйв Мастейн написал одноимённую песню, которая вышла в альбом United Abominations. В конце 2010 года вышел новый трек Sudden Death для игры Guitar Hero: Warriors of Rock. Также Megadeth переиграли титульную мелодию из игры Duke Nukem 3D. Впоследствии этот кавер стал основой для заглавного саундтрека Duke Nukem Forever.

## Дискография
- Killing Is My Business… and Business Is Good! (1985)
- Peace Sells… But Who’s Buying? (1986)
- So Far, So Good… So What! (1988)
- Rust in Peace (1990)
- Countdown to Extinction (1992)
- Youthanasia (1994)
- Cryptic Writings (1997)
- Risk (1999)
- The World Needs a Hero (2001)
- The System Has Failed (2004)
- United Abominations (2007)
- Endgame (2009)
- TH1RT3EN (2011)
- Super Collider (2013)
- Dystopia (2016)
- The Sick, the Dying… and the Dead! (2022)

## Состав группы
Текущий состав
- Дэйв Мастейн — гитара, ведущий вокал (1983—2002, 2004—наши дни)
- Джеймс Ломенцо — бас-гитара, бэк-вокал (2006—2010, 2022—наши дни)
- Дирк Вербурен — ударные (2016—наши дни)
- Теэму Мянтюсаари — гитара, бэк-вокал (2023—наши дни)